# Yubari
Yubari (Japans: 夕張市, Yūbari-shi) is een Japanse stad in de prefectuur Hokkaido. In 2014 telde de stad 9.584 inwoners.

## Geschiedenis
Op 1 april 1943 werd Yubari benoemd tot stad (shi). In 1960 was de stad het middelpunt van de kolenindustrie in Japan, toen woonde er bijna 120.000 inwoners.

## Partnersteden
- Fushun, China

Subprefecturen:
Hidaka · Hiyama · Iburi · Ishikari · Kamikawa · Kushiro · Nemuro · Okhotsk · Oshima · Rumoi · Shiribeshi · Sorachi · Soya · Tokachi

Steden:
Abashiri · Akabira · Asahikawa · Ashibetsu · Bibai · Chitose · Date · Ebetsu · Eniwa · Fukagawa · Furano · Hakodate · Hokuto · Ishikari · Iwamizawa · Kitahiroshima · Kitami · Kushiro · Mikasa · Monbetsu · Muroran · Nayoro · Nemuro · Noboribetsu · Obihiro · Otaru · Rumoi · Sapporo (hoofdstad) · Shibetsu · Sunagawa · Takikawa · Tomakomai · Utashinai · Wakkanai · Yubari